# Feleacu
Feleacu (in passato Feleac, in ungherese Erdöfelek, in tedesco Fleck) è un comune della Romania di 3622 abitanti, ubicato nel distretto di Cluj, nella regione storica della Transilvania.
Il comune è formato dall'unione di 5 villaggi: Casele Micești, Feleacu, Gheorghieni, Sărădiș, Vâlcele.
Dal 2008 è parte integrante della Zona metropolitana di Cluj Napoca